# Fespaco
El Fespaco són les sigles del Festival Panafricà de Cinema i Televisió d'Ouagadougou (Festival panafricain du cinéma et de la télévision de Ouagadougou) és un festival de cinema de Burkina Faso, celebrat de forma biennal a Ouagadougou. S'accepta per a competir només pel·lícules de cineastes africans i principalment produïdes a l'Àfrica. FESPACO està programat al març de cada any, dues setmanes després de l'últim dissabte de febrer. La nit d'obertura se celebra al Stade du 4-Août, l'estadi nacional.
El festival ofereix als professionals del cinema africà la possibilitat d'establir relacions de treball, intercanviar idees i promoure el seu treball. L'objectiu esmentat de FESPACO és "contribuir a l'expansió i desenvolupament del cinema [cinema] africà com a mitjà d'expressió, educació i sensibilització". També ha treballat per establir un mercat per a professionals de la indústria i les pel·lícules africanes. Des de la fundació de FESPACO, el festival ha atret a assistents de tot el continent i més enllà.

## Fundació
Creat en 1969, va ser el primer festival panafricà de televisió a Ouagadougou. S'ha convertit en un esdeveniment internacionalment reconegut i respectat. Alimata Salambere, ministre de cultura de Burkina Faso de 1987 a 1991, va ser un dels fundadors del festival. A la tercera edició de 1972, el festival va ser nomenat FESPACO, mantenint el seu títol complet com a "Festival Panafricà del Cinema i de la Televisió de Ouagadougou". FESPACO va ser reconegut oficialment com a institució per decret governamental el 7 de gener de 1972. La cerimònia de lliurament de premis i la seva base d'operacions és a Ouagadougou, la capital de Burkina Faso, on també se celebra el lliurament de premis anuals.
El 1972, el primer guanyador del millor premi de pel·lícula va ser Le Wazzou Polygame d'Oumarou Ganda de Níger. Des de llavors, el premi al millor film ha estat guanyat pels directors de Camerun, Marroc, Mali, Costa d'Ivori, Algèria, Burkina Faso, Ghana i la República Democràtica del Congo.

### Evolució de 1969 a 2017
A la fundació del festival el 1969 hi foren representades cinc nacions africanes: Alt Volta (Burkina Faso), Camerun, Costa d'Ivori, Níger i el Senegal, així com França i els Països Baixos. Es van mostrar un total de 23 pel·lícules. En la seva segona edició, els països africans participants van augmentar a nou, incloent-hi per primera vegada Algèria, Tunísia, Guinea, Mali i Ghana, i es van mostrar un total de 40 pel·lícules. El 1983, el festival va incloure el MICA (le Marche International du Cinema et de la television Africaine), un mercat per a pel·lícules africanes i material de vídeo.
A partir de 1985, el festival va adoptar diferents temes per a l'esdeveniment anual, començant per "el cinema, la gent i l'alliberament". El tema del festival 2007 va ser "l'actor en la creació i promoció de pel·lícules africanes".
A mesura que el festival es va fer més prominent, el seu pressupost i patrocinadors van augmentar; els països donants són Burkina Faso, Dinamarca, Finlàndia, França, Alemanya, Holanda, Suècia, República Popular de la Xina. Les organitzacions de donants són AIF (ACCT), PNUD, UNESCO, UNICEF, Unió Europea i Africalia. Gràcies al seu reconeixement internacional, FESPACO ha permès als cineastes africans mostrar els seus talents i vendre els seus productes en el mercat internacional, així com promoure el desenvolupament de productes africans i tècnics en la indústria.
Els secretaris generals de FESPACO des de 1972 han estat Louis Tombiano (1972-1982); Alimata Salembere (1982 -1984); Filippe Savadogo (1984-1996), Baba Hama (1996-2008), Michel Ouedraogo (2008-2014), i Ardiouma Soma (2014 -).

## Premis
El guardó més prestigiós del festival és l' "Étalon de Yennenga" que rep aquest nom en honor de la llegendària fundadora de l'imperi Mossi. L' "Étalon de Yennenga" es concedeix a la pel·lícula africana que millor mostra "les realitats d'Àfrica".
Altres premis especials són el Premi Oumarou Ganda, concedit a la millor pel·lícula i el premi Paul Robeson per a la millor pel·lícula d'un director de la diàspora africana. (Aquest últim és nomenat per un important actor afroamericà del segle xx, cantant i activista dels drets civils als Estats Units).

## Principals in iniciatives
- Mercat internacional de cinema i televisió d'Àfrica: FESPACO és un festival que promou els cineastes africans i facilita la projecció de totes les pel·lícules africanes. Aquest festival únic a Àfrica permet contactes i intercanvis entre professionals cinematogràfics i audiovisuals d'Àfrica i també contribueix a l'expansió i desenvolupament del cinema africà com a mitjà d'expressió, educació i sensibilització.[1]
- Promoció del cinema i la cultura africanes: promou el cinema africà a través de la publicació de catàlegs, notícies de FESPACO, butlletí de FESPACO i manteniment d'una biblioteca de cinema africà, que té arxius de pel·lícules i un banc de dades. A més, dona suport a un cinema itinerant. Com que el festival permet exclusivament pel·lícules africanes en competició, recolza l'augment de la qualitat de les pel·lícules africanes i dels realitzadors.[2]
- Projeccions sense ànim de lucre a les zones rurals: FESPACO també promou projeccions sense ànim de lucre a les zones rurals, en col·laboració amb organitzacions no governamentals o associacions d'escoles i altres institucions públiques o privades.[6]
- Promoció del cinema africà en altres festivals internacionals: FESPACO organitza diferents esdeveniments cinematogràfics, com ara la setmana del cinema i els estrenes cinematogràfics. També promou el cinema africà en altres festivals internacionals.[3]
- MINIFESPACO: promoció del festival FESPACO en esdeveniments nacionals. FESPACO va organitzar el MINIFESPACO, que es va celebrar a Ouahigouya (Burkina Faso) del 5 al 8 de juny de 2013, a l'Institut Olvido, per estendre audiències per pel·lícules africanes.[7]

## Guanyadors
- 1972: Le Wazzou polygame d'Oumarou Ganda ( Níger)
- 1973: Les Mille et Une Nuits de Souheil Ben Barka ( Marroc)
- 1976: Muna Moto de Dikongue Pipa ( Camerun)
- 1979: Baara de Souleymane Cissé ( Mali)
- 1981: Djeli de Fadika Kramo-Lanciné ( Costa d'Ivori)
- 1983: Finyè de Souleymane Cissé ( Mali)
- 1985: Histoire d'une rencontre de Brahim Tsaki ( Algèria)
- 1987: Sarraounia de Med Hondo ( Mauritània)
- 1989: Heritage… Africa de Kwah Ansah ( Ghana)
- 1991: Tilaï d'Idrissa Ouédraogo ( Burkina Faso)
- 1993: Au nom du Christ de Gnoan Roger M’Bala ( Costa d'Ivori)
- 1995: Guimba de Cheick Oumar Sissoko ( Mali)
- 1997: Buud Yam de Gaston Kaboré ( Burkina Faso)
- 1999: Pièces d'identités de Mwezé Ngangura ( R.D. del Congo)
- 2001: Ali Zaoua, prince de la rue de Nabil Ayouch ( Marroc)
- 2003: Heremakono d'Abderrahmane Sissako ( Mauritània)
- 2005: Drum de Zola Maseko ( Sud-àfrica)[8]
- 2007: Ezra de Newton Aduaka ( Nigèria)[9]
- 2009: Teza de Haile Gerima ( Etiòpia)[10]
- 2011: Pégase de Mohamed Mouftaki ( Marroc)
- 2013: Tey d'Alain Gomis ( Senegal[11])
- 2015: Fièvres de Hicham Ayouch ( Marroc)
- 2017: Félicité d'Alain Gomis ( Senegal[12])